# Toma Waszarow
Toma Waszarow (bulgarisch Тома Вашаров; * 26. Juni 1977 in Sofia) ist ein bulgarischer Filmeditor und Filmregisseur.

## Leben
Toma Waszarow stammt aus einer Familie polnischer Herkunft. Er studierte Film- und Fernsehregie an der Süd-West-Universität Neofit Rilski in Blagoewgrad, die er 2005 abschloss. Er nahm am Berlinale Talent Campus teil. Seine erste Regiearbeit, der einminütige Kurzfilm The Kiss aus dem Jahr 2005, wurde mehrfach ausgezeichnet, von über 40 Filmfestivals gezeigt und auf YouTube bis zum Jahr 2017 mehr als 13 Millionen Mal angesehen. Auch mit den Kurzfilmen Anything For You (2008), Noon (2010) und Red Light (2016) unter seiner Regie war er auf Filmfestivals erfolgreich. Waszarow gründete in Sofia die Produktions- und Filmverleihfirma Revo Films. Für seine Arbeiten als Filmeditor erhielt er sowohl 2015 als auch 2016 den Preis für den besten Filmschnitt der bulgarischen Filmakademie.

## Filmografie
Falls nicht anders angegeben als Filmeditor:
- 2003: Breakfast on the Grass
- 2005: Darba (nur Regie und Drehbuch)
- 2005: The Kiss (auch Regie)
- 2006: Roden v robstvo
- 2008: Löschen
- 2008: Anything for You (auch Regie)
- 2009: Focusnici
- 2010: Evropolis – gradyt na deltata
- 2010: Na Ulitsa Nula (nur Title Designer)
- 2010: Noon (auch Regie und Produktion)
- 2010: Stanka se pribira vkashti
- 2014: Die Lektion (nur Darsteller)
- 2014: Lord Bundy from Sofia
- 2014: The Sinking of Sozopol
- 2015: Getting Fat in a Healthy Way (nur Produktion und Darsteller)
- 2015: The Prosecutor the Defender the Father and His Son
- 2016: 2Br02B
- 2016: Red Light (auch Regie, Drehbuch, Produktion, Musik und Darsteller)
- 2018: My Darling Son
- 2019: Better Nature
- 2020: Strah
- 2022: Do Not Think of Me